# Назарівська сільська рада
| Назарівська сільська рада — колишній орган місцевого самоврядування у Кропивницькому районі Кіровоградської області з адміністративним центром у с. Назарівка. Сільській раді підпорядковані населені пункти: - с. Назарівка - с. Оленівка |

## Склад ради
Рада складається з 14 депутатів та голови.

### Керівний склад ради
| ПІБ                      | Основні відомості                                                 | Дата обрання | Дата звільнення |
| ------------------------ | ----------------------------------------------------------------- | ------------ | --------------- |
| Коханська Марія Петрівна | Сільський голова, 1968 року народження, освіта                    | 26.03.2006   | 31.10.2010      |
| Коханська Марія Петрівна | Сільський голова, 1968 року народження, освіта вища, позапартійна | 31.10.2010   |                 |

Примітка: таблиця складена за даними джерела

## Населення
Згідно з переписом УРСР 1989 року чисельність наявного населення сільської ради становила 373 особи, з яких 177 чоловіків та 196 жінок.
За переписом населення України 2001 року в сільській раді мешкала 381 особа.

### Мова
Розподіл населення за рідною мовою за даними перепису 2001 року:
| Мова       | Відсоток |
| ---------- | -------- |
| українська | 94,97 %  |
| російська  | 3,44 %   |
| молдовська | 1,06 %   |
| білоруська | 0,26 %   |
| румунська  | 0,26 %   |